# Mohall
Mohall är administrativ huvudort i Renville County i North Dakota. Enligt 2020 års folkräkning hade Mohall 694 invånare.